# Женска ватерполо репрезентација Уједињеног Краљевства
Женска ватерполо репрезентација Уједињеног Краљевства представља Уједињено Краљевство на међународним такмичењима у ватерполу за жене. Најбоље резултате остварила је осамдесетих година двадесетог века.

## Резултати

### Летње олимпијске игре
- 2000. – Није се квалификовала
- 2004. – Није се квалификовала
- 2008. – Није се квалификовала
- 2012. - 8. место
- 2016. – Није се квалификовала

### Светско првенство
- 1986. – 9. место
- 1991. – Није се квалификовала
- 1994. – Није се квалификовала
- 1998. – Није се квалификовала
- 2001. – Није се квалификовала
- 2003. – 16. место
- 2005. – Није се квалификовала
- 2007. – Није се квалификовала
- 2009. – Није се квалификовала
- 2011. – Није се квалификовала
- 2013. – 13. место
- 2015. – Није се квалификовала

### Европско првенство
| Европско првенство | Учествовање           | Пласман               | ИГ                    | П                     | Н                     | И                     | ГД                    | ГП                    | ГР   |
| ------------------ | --------------------- | --------------------- | --------------------- | --------------------- | --------------------- | --------------------- | --------------------- | --------------------- | ---- |
| Осло 1985          | Финална група         | 6. место              | 7                     | 2                     | 0                     | 5                     | 36                    | 90                    | -54  |
| Стразбур 1987      | Групна фаза           | 7. место              | 6                     | 0                     | 0                     | 6                     | 29                    | 73                    | -44  |
| Бон 1989           | Одустала              | Одустала              | Одустала              | Одустала              | Одустала              | Одустала              | Одустала              | Одустала              |      |
| Атина 1991         | Групна фаза           | 7. место              | 4                     | 0                     | 0                     | 4                     | 11                    | 40                    | -29  |
| Лидс 1993.         | Групна фаза           | 8. место              | 6                     | 2                     | 0                     | 4                     | 48                    | 44                    | +4   |
| Беч 1995.          | Друга групна фаза     | 8. место              | 5                     | 1                     | 0                     | 4                     | 35                    | 65                    | -30  |
| Севиља 1997.       | Групна фаза           | 10. место             | 6                     | 1                     | 0                     | 5                     | 29                    | 69                    | -40  |
| 1999. - 2010.      | Није се квалификовала | Није се квалификовала | Није се квалификовала | Није се квалификовала | Није се квалификовала | Није се квалификовала | Није се квалификовала | Није се квалификовала |      |
| Ајндховен 2012.    | Групна фаза           | 7. место              | 4                     | 1                     | 0                     | 3                     | 38                    | 57                    | -19  |
| Будимпешта 2014.   | Групна фаза           | 8. место              | 4                     | 0                     | 0                     | 4                     | 22                    | 44                    | -22  |
| 2016. - 2022.      | Није се квалификовала | Није се квалификовала | Није се квалификовала | Није се квалификовала | Није се квалификовала | Није се квалификовала | Није се квалификовала | Није се квалификовала |      |
| Ајндховен 2024.    | Четвртфинале          | 7. место              | 7                     | 5                     | 0                     | 2                     | 79                    | 87                    | -8   |
| Укупно             | 9 учешћа              | 9 учешћа              | 47                    | 12                    | 0                     | 37                    | 327                   | 569                   | -242 |